# NGC 3691
NGC 3691 (другие обозначения — UGC 6464, MCG 3-29-53, ZWG 96.50, ARAK 294, IRAS11255+1711, PGC 35292) — спиральная галактика в созвездии Лев.
Этот объект входит в число перечисленных в оригинальной редакции «Нового общего каталога».
Галактика низкой поверхностной яркости в инфракрасном диапазоне. Чаще всего такие галактики небольшого размера, однако NGC 3691 достаточно крупная. 
Галактика NGC 3691 входит в состав группы галактик NGC 3686. Помимо NGC 3691 в группу также входят ещё 22 галактики.